# アルカライラ
『アルカライラ』は、道原かつみによる日本の漫画。『アル・カラルの遺産』の続編。『サウス』（新書館）に連載された。単行本は全1巻。

## あらすじ
西暦2521年。人類はヒト型異星生命体金目人の住む星Go-7498-2星を発見した。その星にはアルカライラという金目人の遺跡が存在し、ブーゲン財団はアルカライラに調査隊を派遣することを決定した。しかし、その調査隊はGo-7498-2星で全員行方不明となってしまった。
西暦2522年。調査隊のメンバーだった友人・ロッド・ラグレーを探すため、エイグ・F・リードは単身Go-7498-2星に降り立った。リードはそこで金目人たちの攻撃を受けるが、カル・サーナのデュイに助けられ、共にアルカライラに向かう。そして、刻を同じくしてブーゲン財団の捜索隊もアルカライラへと向かっていた。

## 登場人物
エイグ・F・リード
本作の主人公。外惑星系軍に所属していた頃、脳と右腕を改造されてしまい自暴自棄になっていた所をロッドに助けられ、以降は友人となる。
行方不明となったロッドを探すためGo-7498-2星に向かう。脳を改造された影響で「ことば」への耐性があり、デュイからはカル・サーナだと思われている。
デュイ
カル・サーナの青年。整った顔立ちをしており、エイグからは当初女性だと思われていた。
エイグに興味を示し、彼に協力する。負傷したエイグの手当てをし、義手の代わりに自身のダフを分け与える。
ロッド・ラグレー
エイグの友人。外惑星系軍に所属していた頃、脳と右足を改造されている。
遺跡の発掘調査に興味があり、ブーゲン財団の調査隊に参加するが、Go-7498-2星で行方不明になる。実はアルカライラでデュイの姉と共に重傷を負い、彼女のダフと一体化することで回復するが、暴走した彼女のダフに支配されてしまい、調査隊や捜索隊を攻撃するようになってしまう。終盤、デレスに用済みと見なされ殺される。
シャナ・ティーア
『アル・カラルの遺産』の主人公。捜索隊のメンバーとしてGo-7498-2星に降り立つ。トリューンのダフと一体化している。
「ことば」を理解出来ることを他のメンバーには隠している。
デレス
捜索隊のリーダー。ロッドに想いを寄せているような素振りを見せるが、「ことば」に耐性のあるロッドを利用してアルカライラを発掘することが目的だった。
用済みとなったロッドを殺そうとするが、相討ちの形で死亡する。
ヘンリー
捜索隊のメンバー。タイジュ遺跡で癒着ペット（ダフ）の種を発見し、それを自身の身体に寄生させ一体化する。
メンバーの中で唯一、シャナが「ことば」を理解出来ることに気付いていた。ロッドの「ことば」によってダフが暴走し、死亡する。
B・パーセル
ゼクの後任としてGo-7498-2星調査団の責任者となる。ゼクに対抗心を抱いている。
ゼク・イセドウ
『アル・カラルの遺産』の登場人物。パーセルに協力を持ち掛ける。

## 書誌情報
- アルカライラ 1993年5月10日発売 ISBN 4-403-61311-X